# مغامرة في العراق
مغامرة في العراق هو فيلم مغامرات أمريكي عام 1943 من إخراج دي روس ليديرمان وبطولة جون لودر، روث فورد، وارن دوغلاس وبول كافاناغ. الفيلم مأخوذ عن مسرحية عام 1921 بعنوان الإلهة الخضراء بقلم ويليام آرتشر.ثلاثة أمريكيين يستقلون طائرة صغيرة متجهة إلى القاهرة في مصر، ولكنهم يضطرون إلى الهبوط في العراق بسبب عطل في المحرك، فيقعون أسرى لدى زعيم عربي مخادع وشهواني.
تم إنتاج الفيلم بواسطة شركة وارنر براذرز، الفيلم عبارة عن إعادة إنتاج لمسرحية آرتشر "الإلهة الخضراء"، مع تحديث الأحداث لتتناسب مع العراق الحديث. واجه الفيلم اعتراضات قوية من مكتب مراقبة الأسلحة، الذي اتهمه بأن حبكته كانت معادية للبريطانيين والعرب عن غير قصد وربما كانت مسيئة لحليف أمريكا والدول العربية المحايدة. تم منح الفيلم بالفعل ترخيص تصدير، لكن الضغوط من وزارة الخارجية تجاوزت هذا. وبالتالي، كان الفيلم الوحيد لشركة وارنر الذي لم يحصل على إصدار خارجي خلال الأربعينيات.

## طاقم التمثيل
- جون لودر بدور جورج تورينس
- روث فورد بدور تيس تورينس
- وارن دوغلاس بدور دوج إيفرت
- بول كافاناغ بدور الشيخ أحمد بل نور
- باري برنارد بدور ديفينز
- بيجي كارسون بدور تيماه ديفينز
- مارتن جارالاجا بدور رئيس الكهنة
- بيل كراجو بدور الكابتن كارسون في سلاح الجو
- جون جورج بدور العراقي الصغير في الفناء
- مانويل لوبيز بدور الكاهن الطويل في الفناء
- بيل إدواردز بدور رقيب في سلاح الجو

## روابط خارجية
- مغامرة في العراق  في قاعدة بيانات الأفلام على الإنترنت (بالإنجليزية)